# Janka Hlinka
Janka Hlinka (auch Janka Hlinková; * 31. Oktober 1995 in Stratford, Connecticut) ist eine US-amerikanisch-slowakische Eishockeyspielerin und -trainerin.

## Karriere

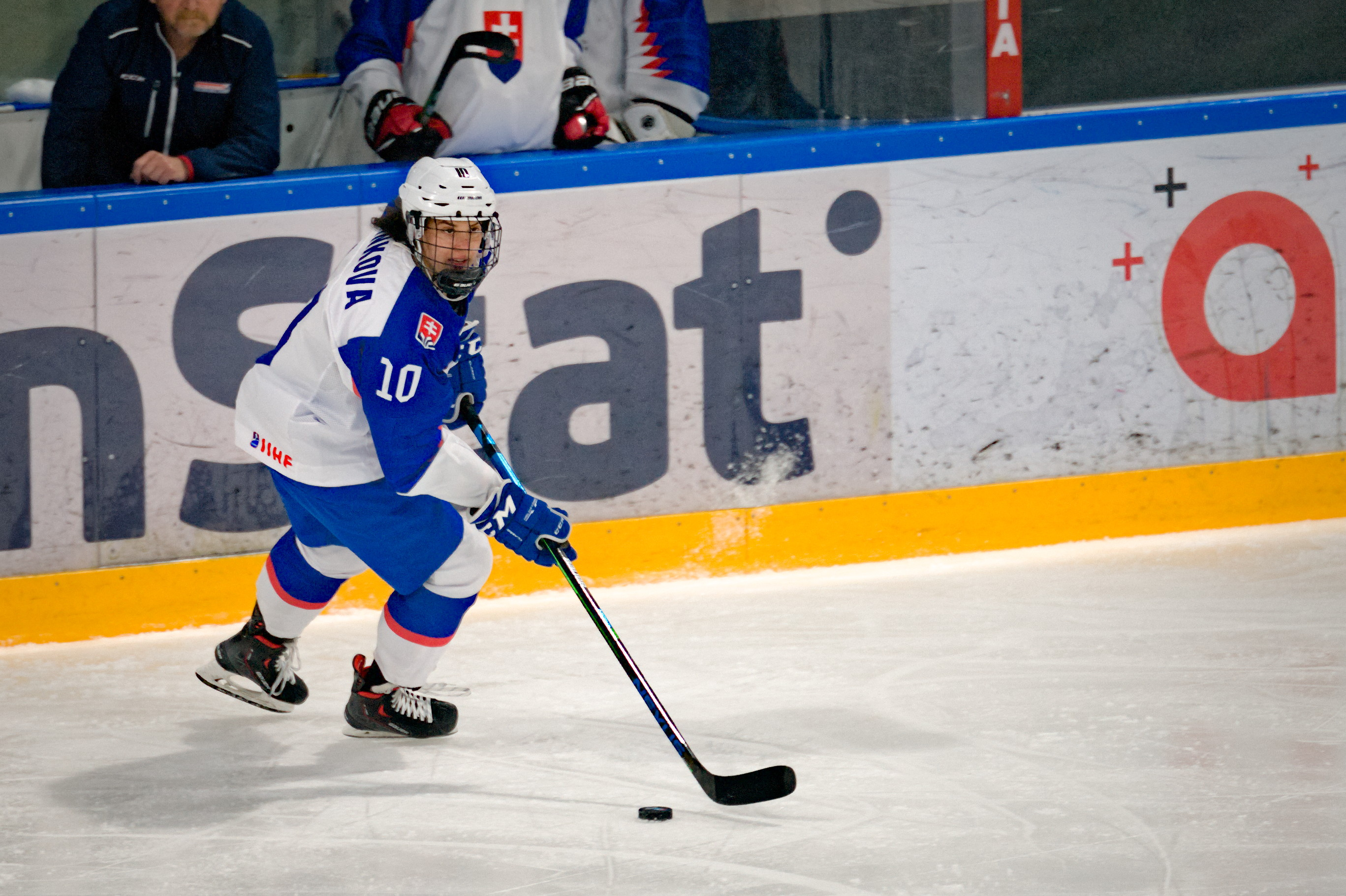
Hlinka im Trikot der slowakischen Nationalmannschaft (2022)

Während Janka Hlinka am Middlebury College studierte, spielte sie zwischen 2014 und 2018 für die Damen-Eishockmannschaft, die unter dem Namen Middlebury Panthers an der Division III im Spielbetrieb der National Collegiate Athletic Association (NCAA) teilnahmen. Nach ihrer Collegezeit wechselte sie nach Europa und schloss sich zur Saison 2018/19 dem ŠKP Bratislava an, der in dieser Saison mit einer Sondergenehmigung in der heimischen U16-Extraliga antrat. Zudem war sie mit ihrer neuen Mannschaft im EWHL Super Cup aktiv und dort konnte man gemeinsam den vierten Platz belegen. Nach nur einer Saison wechselte sie nach Schweden und schloss sich dort dem Skellefteå AIK an. Mit ihrer neuen Mannschaft war sie zwei Spielzeiten in der Damettan, der zweithöchsten Liga im schwedischen Fraueneishockey, aktiv. Nach drei Spielzeiten in Europa zog es sie zurück in die USA und wechselte zu Connecticut Whale, einer Mannschaft der Premier Hockey Federation (PHF). Mit ihrer neuen Mannschaft konnte sie die Hauptrunde gewinnen und zog damit in die Playoffs ein, wo man das Finale erreichte. Im Finale mussten sich die Whale im Best-of-Seven mit 4:2 gegen den Boston Pride geschlagen geben.
In der Saison 2022/23 spielte sie für die Connecticut Whale in der Premier Hockey Federation und arbeitete parallel als Assistenztrainerin für die Frauen-Eishockeymannschaft des Manhattanville College. Nach Auflösung der PHF kehrte sie zum ŠKP Bratislava zurück, für den sie in der Saison 2023/24 in der European Women’s Hockey League und dem EWHL Supercup spielte.

### International
Von Nationaltrainer Ján Bezděk wurde Janka Hlinka für die Weltmeisterschaft 2019 nominiert, wo sie mit der slowakischen Nationalmannschaft in der Division IA antrat. Direkt in ihren ersten WM-Spiel konnte sie bei der 1:3-Niederlage gegen Dänemark mit dem zwischenzeitlichen 1:2 ihr erstes Tor bei einer Weltmeisterschaft erzielen. Mit der slowakischen Mannschaft beendete sie den Wettbewerb auf dem fünften Platz, wodurch sie den Klassenerhalt in der Division IA schafften. In der Saison 2021/22 war Janka Hlinka erneut für die slowakische Nationalmannschaft aktiv und nahm sowohl an der Qualifikation für die Olympischen Winterspiele 2022 als auch an der Weltmeisterschaft 2022 teil.

## Erfolge und Auszeichnungen
- 2024 Aufstieg in die Division IA bei der Weltmeisterschaft der Division IB
- 2024 Beste Stürmerin der Weltmeisterschaft der Division IB

## Karrierestatistik
Stand: Ende der Saison 2021/22

### International
(Legende zur Spielerstatistik: Sp oder GP = absolvierte Spiele; T oder G = erzielte Tore; V oder A = erzielte Assists; Pkt oder Pts = erzielte Scorerpunkte; SM oder PIM = erhaltene Strafminuten; +/− = Plus/Minus-Bilanz; PP = erzielte Überzahltore; SH = erzielte Unterzahltore; GW = erzielte Siegtore; 1 Play-downs/Relegation; Kursiv: Statistik nicht vollständig)